# Гесбон

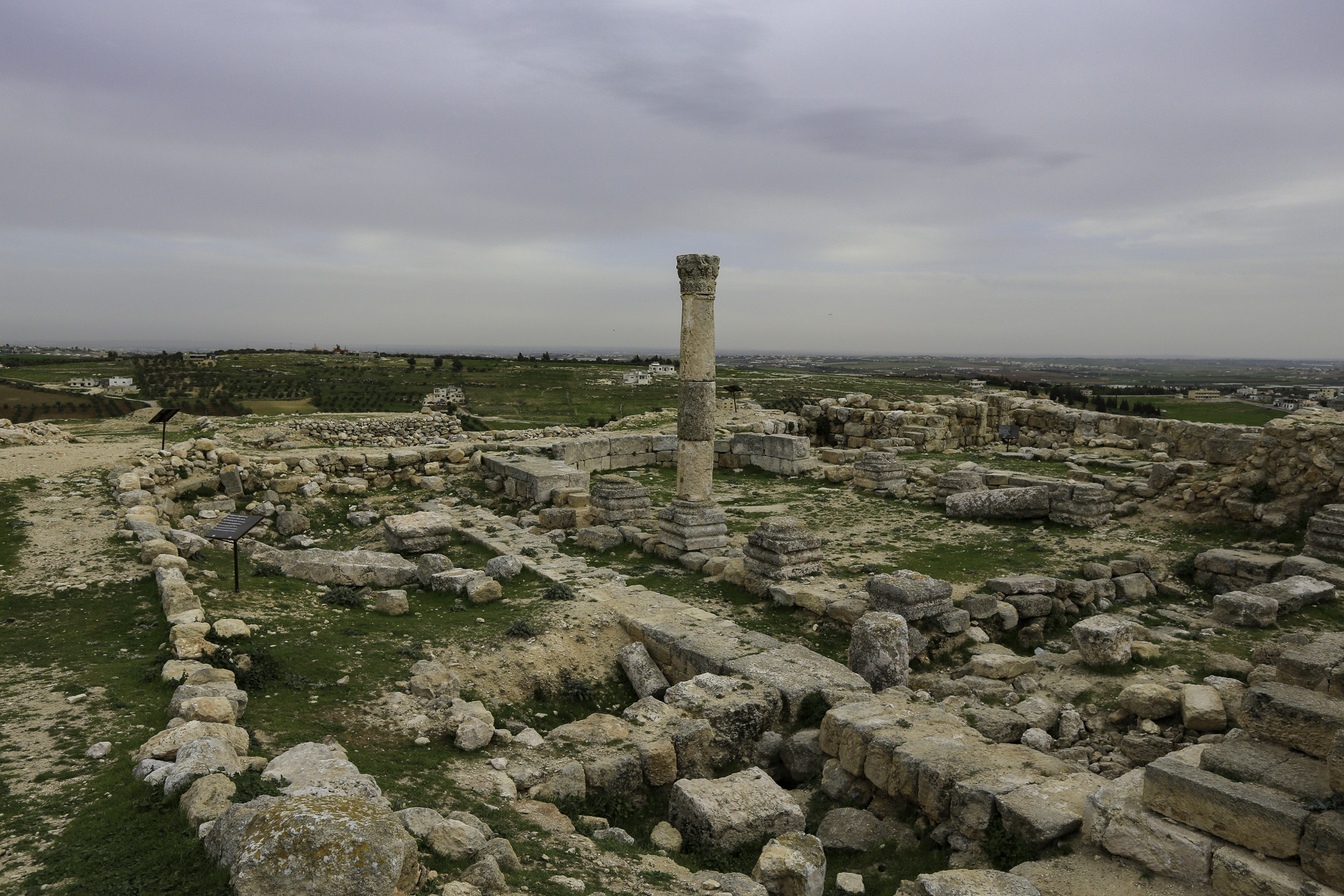
Руїни Гесбону

Гесбон (також Хесебон, Есебон, Есбус, Есебус ; араб. حشبون  , лат. Esebus  , івр. חשבון  , дав.-гр. Ἐσεβών, Ἐσσεβών, Ἐσβούτα, Ἐσβούς, Ἔσβους, Ἔξβους ) - два різні стародавні міста, розташовані на схід від річки Йордан на території нинішнього Йорданського королівства, історично на території стародавнього Аммона.
Гесбон біблійного царя Сигона бронзового віку не був ідентифікований. Місто Есбус римського та візантійського періоду ототожнювалося з телем (археологічним курганом), відомим арабською мовою як Телль Гісбан або Телль Гесбан.

## Розташування Телль Гісбана
Вважається, що римське та візантійське місто було розташоване біля руїн під назвою Гесбан або Гісбан, близько 20 км (12 миля) р. південний захід від Аммана та 9 кілометрів (5,6 миля) на північ від Мадаби, на одній з найвищих вершин гір Моава. На схід від місця знаходиться велика зруйнована водойма, а під містом – фонтан. 

## Біблійне посилання на Гесбон
Стародавній Гесбон знаходився за Йорданом, тобто на схід від нього. Місто було місцем, куди ізраїльтяни проходили під час свого входу в землю обітовану, і було віднесено до племені Рувима; згодом він був переданий племені Ґада і став левитським містом для Мераріїв.
Гесбон згадується в Танасі в Книгах Чисел і Повторення Закону як столиця аморейського царя Сигона (також відомого як Сехон). Біблійна розповідь записує історію перемоги ізраїльтян над Сигоном під час виходу під проводом Мойсея. Гесбон виділяється через його важливість як столиці Сигона, царя амореїв:
«Бо Хешбон був містом Сигона, царя аморейського, який воював проти колишнього царя Моава і відібрав усю його землю з його рук аж до Арнону».
Подібні уривки зустрічаються у Повторення Закону та Ісуса Навина, з основним акцентом на перемозі ізраїльтян над царем Сигоном на місці Гесбона. Мойсей помер незабаром після перемоги, побачивши «землю обітовану» з вершини гори Нево.
Після смерті Мойсея Гесбон став містом на кордоні між землями, відведеними племені Рувима та племені Ґада. Подальші біблійні свідчення свідчать про те, що місто пізніше опинилося під контролем моавитян, як згадували Ісая та Єремія у своїх викриваннях Моава, а пізніше під окупацією аммонітів, як настійно свідчить Єремія 49:3.
Гесбон також з’являється в «Пісні про Соломона», де поет порівнює очі свого кохання з «озерями Гесбона», що стосується чудових водойм Хешбона.

## Історична довідка про класичні міста

### Іродіанський Есбон/Себоніт: можливо, був в іншому місці
Ім'я зустрічається у Йосипа Флавія дуже часто у формі Есбоніт або Себоніт. За словами Йосипа Флавія, Гесбон перебував у володінні юдеїв з тих пір, як Александр Яннай Маккавей (106–79 до н.е.) захопив його і зробив єврейським містом. Також кажуть, що Ірод Великий мав юрисдикцію над містом і заснував там форт. Однак це місто може не бути тотожним Телль Гесбану: Йосип Флавій розповідає, що Ферора, молодший брат Ірода Великого і тетрарх Переї, мав свою резиденцію в Есебоні. Цей Есебон, описаний як сильно укріплене гарнізонне місто, не був точно ідентифікований і може бути ідентичним чи то з Махерусом, місцем, добре дослідженим археологами і дуже схожим на опис Йосипа Есебоніта, з Аматусом або з Гадорою, пізніше розміщеним дослідниками у Телль-Ядурі біля Солі.

### Пізній римський Есебон, Есбус
Після Великого повстання (68–70 н.е.) країна була захоплена племенем, яке Пліній називає Arabes Esbonitae, що означає «араби (H)esebon». Відновлений під назвою Esboús або Esboúta, він згадується Птолемеєм серед міст Римської Аравії Петрея.

### Візантійський Гесебон
За часів Візантії, як довідався Ономастикон Євсевія, він став відомим містом у провінції Аравія; Георгій Кіпрський згадує про нього в VII столітті, і саме з Гесебона були пронумеровані віхи на римській дорозі до Єрихону.
Візантійське місто згадується в ІІІ столітті нашої ери в мозаїці Рехова. 

### Ранній арабський період
На початку ранньоарабського періоду Гесебон все ще був головним містом Белки, території, що відповідала старому царству Сігон. Здається, він ніколи не був захоплений хрестоносцями.

## Історія розкопок
У 1968 році були проведені археологічні розкопки на місці Телль Гесбан (альтернативно пишеться Талл Гісбан). Ці розкопки стали початком того, що отримало назву «Гесбонська експедиція». Ця археологічна робота була спонсорована Університетом Ендрюса та під керівництвом Американської школи східних досліджень (ASOR). Експедиція Гесбон продовжувала сезони розкопок до 1976 року. Після припинення розкопок експедиції Гесбон археологічні роботи на цьому місці продовжилися в 1996 році в рамках консорціуму Madaba Plains Project. Розкопки на місці продовжуються до 2010-х років; Також тривають роботи з підтримки на цьому місці археологічного туризму.

## Археологічні знахідки

### Не Гесбон бронзового віку
Відсутність доказів окупації під час бронзової доби привела розкопників до висновку, що це місце не є Гесбоном Сигона. Відповідь Вільяма Девера була: «Це місце було розкопане у 1968–1976 роках у рамках великого міждисциплінарного проекту, спонсорованого групою вчених адвентистів сьомого дня, які, можливо, мали намір «довести» біблійні традиції завоювання місця ізраїльтянами. Однак, на їхній жах, місто було засноване лише в період Заліза II — пізніше після будь-якого передбачуваного завоювання. Було лише кілька розрізнених залишків ХІІ-ХІ століття до нашої ери (глиняний посуд, але без архітектури), і жодних слідів занять у ХІІІ столітті до н.е. Екскаватори рішуче опублікували свої результати, однак, неохоче визнали, що щось було кардинально не так. з біблійною історією про Гесбон».

### Есб римського періоду
Однак залишки класичного періоду підтвердили свій статус міста Есбуса римського періоду.

### Візантійський період
Було виявлено дві церкви візантійської епохи, і обидві церкви залишили вражаючі залишки мозаїчної підлоги. Особливо цікавою є нілотична (з використанням мотивів, що походять з околиць річки Ніл) мозаїка пресвітерію Північної церкви, де мозаїсти створили мотив горлиці, встановленої на гнізді з уявної квітки.

## Церковна історія
Гесебон — титулярна кафедра церковної провінції Аравія, суфраган Бостри.
Християнство зародилося там у ранній період. Мішель Ле Квін (Oriens christianus II, 863-64) і Пій Боніфацій Гамс (Series Episcoporum, 435) згадують трьох єпископів між четвертим і сьомим століттями:
- Геннадія, присутній на Нікейському соборі (Генріх Гельцер, Патрум Нікейський. Номіна, с. lxi)
- Підпис Зосіса з Есбуси на Ефеському соборі 431 року.
- Зосій, ім'я якого зустрічається в списках Халкедону
- Феодор, поборник ортодоксії проти монотелізму, який отримав (близько 649 р.) від Папи Мартіна I листа, у якому він вітав його з опором єресі та закликав продовжувати боротьбу разом з Іоаном Філадельфійським. Останньому папа довірив управління Антіохійським і Єрусалимським патріархатом.

Конрад Юбель (Hierarchia Catholica, II, 168) згадує двох латинських титулярів Гесебона в другій половині XV століття.

## Сім'я Газбунів
Сім'я Газбунів має давнє коріння з Гесбона. 